# ナヤン (ジャライル部)
ナヤン（モンゴル語: Nayan、生没年不詳）とは、13世紀半ばにモンゴル帝国に仕えたジャライル部出身の領侯（ノヤン）。第4代皇帝モンケから兄を差し置いてムカリ国王家当主となるよう要請されたが、あくまで兄を立てることを譲らず、その補佐に徹したことで知られる。
『元史』などの漢文史料では乃燕(nǎiyàn)と表記される。

## 概要
ナヤンの曾祖父は「四駿四狗」と讃えられた建国の功臣ムカリで、父は金朝平定・南宋侵攻などに活躍したスグンチャクであった。スグンチャクが若くして急死すると、時の皇帝モンケはナヤンの兄のクルムシが「柔弱」であるとしてナヤンに跡を継がせようとしたが、ナヤンが固く固辞したため後継者はなかなか決まらなかった。結局、ナヤンがクルムシを全面的に支えることを条件にクルムシがムカリ家当主の地位に就き、兄弟は必ず両者協議の上物事を決めて行ったため、問題は起こらなかったという。
モンケの弟のクビライが東アジア方面の司令官に抜擢されると、クルムシとナヤン兄弟も華北方面の大軍団の指揮官としてその幕下に入った。クビライの下での軍議で典故に通じた発言をしばしば行ったため、クビライは「ナヤンは後に大いに用いられるだろう」と語りセチェン（Sečen、モンゴル語で「賢明なる者」を意味する）の称号を与えた。ナヤンは要職にありながらも謙慮な人柄で、一族の者に「行動を慎み騎慢な態度を取るなかれ。 偉大な先祖の名をおとしめるな」と常に語っていたという。しかし、ナヤンはそれからまもなく病で亡くなってしまい、これを聞いたクビライは深く惜しんだ。
兄弟間で当主位を譲り合った美談とは裏腹に、クルムシとナヤンの時期はムカリ国王家の権勢が最も凋落していた時代であった。クビライが東アジア方面の軍司令官に抜擢されたことでムカリとスグンチャクの時期のような華北の諸軍を統轄する地位は奪われ、更にはチンギス・カンの時期以来委ねられていた「五投下」軍団の指揮権も皇帝モンケに奪われた。ムカリ国王家の復権はスグンチャクの弟でナヤンにとっては叔父にあたるバアトルがクビライの即位に大きく貢献することで果たされることとなる。後にナヤンの弟のセンウが至元11年（1274年）に「スグンチャクのもと統べたるコンギラト等の五投下の兵を総べ」たというのは、クルムシとナヤンの時期にムカリ国王家が軍司令官としての地位を失っていた証左であるとされる。

## ジャライル部スグンチャク系国王ムカリ家
- グウン・ゴア（Gü’ün U’a ＞孔温窟哇/kǒngwēn kūwa）
  - 左翼万人隊長・国王ムカリ（Muqali guy-ong ＞木華黎国王/mùhuálí guówáng,موقلىكويانك/mūqalī kūyānk）
    - 左翼万人隊長・国王ボオル（Bo’ol ＞孛魯bólŭ,بوغول/būghūl）
      - 国王スグンチャク（Süγunčaq ＞速渾察/sùhúnchá）
        - 国王クルムシ（Qurmši ＞忽林池/hūlínchí）
        - ナヤン（Nayan ＞乃燕/nǎiyàn）
          - 同知通政院事シディ（Šidi ＞碩徳/shídé）
            - ベルケ・テムル（Berge temür ＞別理哥帖木爾/biélǐgē tièmùěr）
              - 中書平章政事ドルジバル（Dorǰibal ＞朶爾直班/duǒěrzhíbān）
                - テグス・テムル（Tegüs temür ＞鉄固思帖木而/tiěgùsī tièmùér）
                - ドルゲン・テムル（Dürgen temür ＞篤堅帖木而/dǔjiān tièmùér）

          - バヤンチャル（Bayančar ＞伯顔察児/bǎiyáncháér）

        - 江淮行省左丞相センウ（Seng'ü ＞相威/xiāngwēi）
          - 南行台御史大夫アラーウッディーン（Šidi ＞阿老瓦丁/ālǎowǎdīng）
            - 集賢大学士トゴン（Toγon ＞脱歓/tuōhuān）

        - サルバン（Sarban ＞撒蛮/sāmán）
          - 江浙行省平章トクト（Toqto ＞脱脱/tuōtuō）
            - 中書右丞相ドルジ（Dorǰi ＞朶児只/duǒérzhǐ）
              - 翰林学士ドスマン・テムル（Dosman temür ＞朶蛮帖木児/duǒmán tièmùér）
              - 国王エムケシリ（Emmgeširi ＞俺木哥失里/ǎnmùgēshīlǐ）